# Modou Gaye
 (mai 2022).
La mise en forme du texte ne suit pas les recommandations de Wikipédia : il faut le « wikifier ».
Les points d'amélioration suivants sont les cas les plus fréquents :
- Les titres sont pré-formatés par le logiciel. Ils ne sont ni en capitales, ni en gras.
- Le texte ne doit pas être écrit en capitales (les noms de famille non plus), ni en gras, ni en italique, ni en « petit »…
- Le gras n'est utilisé que pour surligner le titre de l'article dans l'introduction, une seule fois.
- L'italique est rarement utilisé : mots en langue étrangère, titres d'œuvres, noms de bateaux, etc.
- Les citations ne sont pas en italique mais en corps de texte normal. Elles sont entourées par des guillemets français : « et ».
- Les listes à puces sont à éviter, des paragraphes rédigés étant largement préférés. Les tableaux sont à réserver à la présentation de données structurées (résultats, etc.).
- Les appels de note de bas de page (petits chiffres en exposant, introduits par l'outil «  Source ») sont à placer entre la fin de phrase et le point final[comme ça].
- Les liens internes (vers d'autres articles de Wikipédia) sont à choisir avec parcimonie. Créez des liens vers des articles approfondissant le sujet. Les termes génériques sans rapport avec le sujet sont à éviter, ainsi que les répétitions de liens vers un même terme.
- Les liens externes sont à placer uniquement dans une section « Liens externes », à la fin de l'article. Ces liens sont à choisir avec parcimonie suivant les règles définies. Si un lien sert de source à l'article, son insertion dans le texte est à faire par les notes de bas de page.
- La présentation des références doit suivre les conventions bibliographiques. Il est recommandé d'utiliser les modèles {{Ouvrage}}, {{Chapitre}}, {{Article}}, {{Lien web}} et/ou {{Bibliographie}}. Le mode d'édition visuel peut mettre en forme automatiquement les références.
- Insérer une infobox (cadre d'informations à droite) n'est pas obligatoire pour parachever la mise en page.

Pour une aide détaillée, merci de consulter Aide:Wikification.
Si vous pensez que ces points ont été résolus, vous pouvez retirer ce bandeau et améliorer la mise en forme d'un autre article.
Modou Gaye, né le 22 décembre 1974 à Dakar, est un compositeur et chanteur sénégalais pionnier du Sufi Jazz. « Le soufisme, c’est mon éducation, le jazz mes origines africaines ». Il cherche depuis une vingtaine d’années à sauvegarder et partager avec le monde, une éducation artistique et une spiritualité qu’il tient notamment de son père El Hadj Mouhamadou Sakhir Gaye Al Yeumbeulii Issu d'une famille spirituelle soufie au Sénégal, il a commencé a diriger des daïras (chœurs soufis) dès l'âge de onze ans. Il chante dans ses œuvres les poésies de son père, de Cheikh Ahmadou Bamba, Khalil Gibran, Djalâl ad-Dîn Rûmî. Il affirme que « Ma religion c'est l'Amour », d'après le célèbre poète Ibn Arabî.
Son morceau Sindidi est inclus dans le Rough Guide to Sufi Music (2011) aux côtés de Kudsi Erguner, Ensemble Al-Kindî, Nusrat Fateh Ali Khan, Cheikh Lô, etc.

## Biographie
Après des études à l'université Al-Azhar au Caire, il développe une carrière musicale internationale (Égypte, Suisse, Allemagne, Danemark, Suède, Nouvelle-Calédonie, etc.) et multiplie les concerts, festivals, workshops éducatifs, collaborations artistiques mêlant peinture, danse, et théâtre. Quelques exemples avec notamment : Rachid Koraïchi, Fathy Salama, Tarek Sharara, Hazem Shaheen, Pedro Pauwels, Ronnie Malley, Thomas Jaker.